# Paranaches simplex
Paranaches simplex – gatunek chrząszcza z rodziny kózkowatych i podrodziny zgrzypikowych. Jedyny przedstawiciel rodzaju Paranaches.

## Zasięg występowania
Gatunek ten występuje w Azji Południowo-Wschodniej oraz na Subkontynencie Indyjskim. Notowany w Nepalu i Wietnamie.